# Adelphenaldis correcta
Adelphenaldis correcta är en stekelart som beskrevs av Papp 2007. Adelphenaldis correcta ingår i släktet Adelphenaldis och familjen bracksteklar. Inga underarter finns listade i Catalogue of Life.